# Palácio Saxão

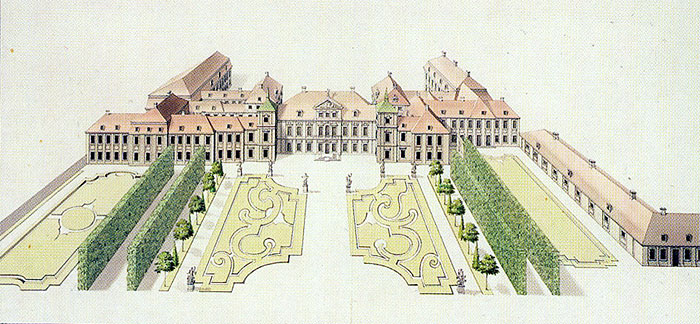
Palácio Saxão no século XVII

Palácio Saxão (polaco Pałac Saski) foi uma das mais belas construções anteriores à Primeira Guerra Mundial de Varsóvia.